# Scottish Division A 1950-1951
La Scottish Division A 1950-1951  è stata la 54ª edizione della massima serie del campionato scozzese di calcio, disputato tra il 9 settembre 1950 e l'8 maggio 1951 e concluso con la vittoria dell'Hibernian, al suo terzo titolo.
Capocannoniere del torneo è stato Lawrence Reilly (Hibernian) con 22 reti.

## Classifica finale
Fonte:
|  | Pos. | Squadra         | Pt | G  | V  | N | P  | GF | GS | QR    |
|  | ---- | --------------- | -- | -- | -- | - | -- | -- | -- | ----- |
|  | 1.   | Hibernian       | 48 | 30 | 22 | 4 | 4  | 78 | 26 | 3,000 |
|  | 2.   | Rangers         | 38 | 30 | 17 | 4 | 9  | 64 | 37 | 1,730 |
|  | 3.   | Dundee          | 38 | 30 | 15 | 8 | 7  | 47 | 30 | 1,567 |
|  | 4.   | Hearts          | 37 | 30 | 16 | 5 | 9  | 72 | 45 | 1,600 |
|  | 5.   | Aberdeen        | 35 | 30 | 15 | 5 | 10 | 61 | 50 | 1,220 |
|  | 6.   | Partick Thistle | 33 | 30 | 13 | 7 | 10 | 57 | 48 | 1,188 |
|  | 7.   | Celtic          | 29 | 30 | 12 | 5 | 13 | 48 | 46 | 1,043 |
|  | 8.   | Raith Rovers    | 28 | 30 | 13 | 2 | 15 | 52 | 52 | 1,000 |
|  | 9.   | Motherwell      | 28 | 30 | 11 | 6 | 13 | 58 | 65 | 0,892 |
|  | 10.  | East Fife       | 28 | 30 | 10 | 8 | 12 | 48 | 66 | 0,727 |
|  | 11.  | St. Mirren      | 25 | 30 | 9  | 7 | 14 | 35 | 51 | 0,686 |
|  | 12.  | Morton          | 24 | 30 | 10 | 4 | 16 | 47 | 59 | 0,797 |
|  | 13.  | Third Lanark    | 24 | 30 | 11 | 2 | 17 | 40 | 51 | 0,784 |
|  | 14.  | Airdrieonians   | 24 | 30 | 10 | 4 | 16 | 52 | 67 | 0,776 |
|  | 15.  | Clyde           | 23 | 30 | 8  | 7 | 15 | 37 | 57 | 0,649 |
|  | 16.  | Falkirk         | 18 | 30 | 7  | 4 | 19 | 35 | 81 | 0,432 |

Legenda:
      Campione di Scozia.
      Retrocesso in Scottish Division B 1951-1952.
Regolamento:
Due punti a vittoria, uno a pareggio, zero a sconfitta.
A parità di punti, le posizioni in classifica venivano determinate sulla base del quoziente reti.